# Gabon Express
Gabon Express, flygbolag baserat i Libreville, Gabon. Lades ned i juni 2004.

## Koder
- ICAO-kod: GBE[2]
- Anropssignal: Gabex

## Historik

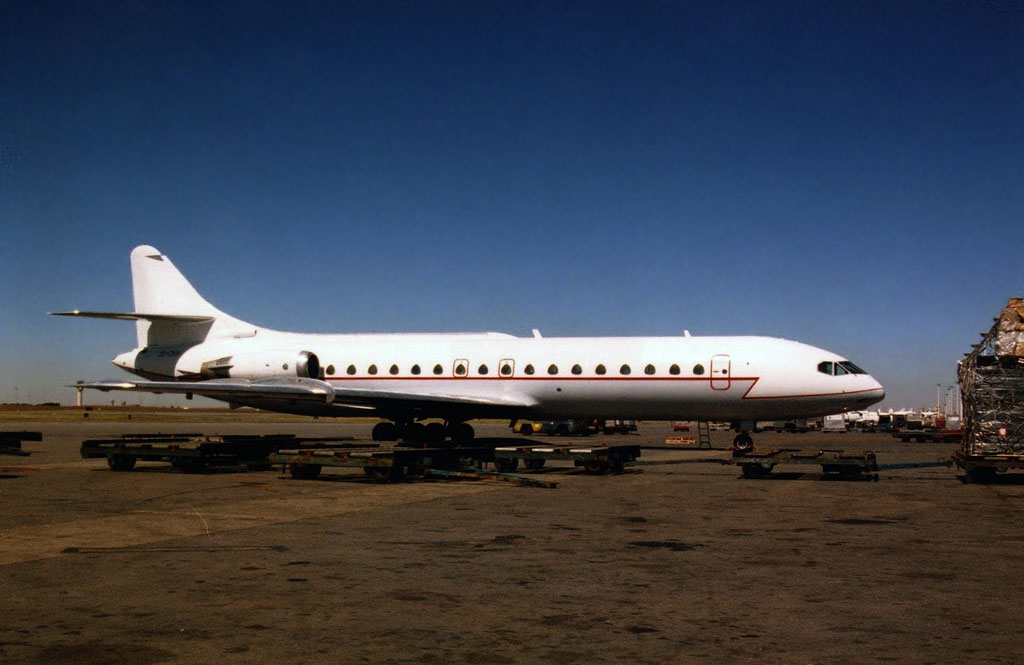
Sud Aviation Caravelle 11R 3D-CNA, Johannesburg internationella flygplats, 1999

Började sina flygningar den 26 oktober 1998 mellan Libreville och Port-Gentil. Bolaget använde både Sud Aviation Caravelle och Hawker Siddeley HS 748. Det blev det näst största flygbolaget i Gabon med 60 flygningar i veckan från Libreville.
Flygningarna ställdes in den 8 juni 2004 efter att ett av planen havererat. En vecka senare, den 15 juni, upphörde bolaget.

## Flotta
Flygplan som Gabon Express använt:
- 1 Fokker F27 Friendship (inhyrd)[6]
- 2 Grumman Gulfstream I[7]
- 3 Hawker Siddeley HS 748
- 1 NAMC YS-11 (inhyrd)[8]
- 2 Sud Aviation Caravelle

## Haveriet den 8 juni 2004
Den 8 juni 2004 lämnade ett HS 748-plan (TR-LFW) Libreville med destination Franceville. Planet tvingades att vända tillbaka mot Libreville på grund av motorproblem, men havererade 100 m från flygplatsen. Av de 30 ombord dödades 19. Gabons regering vidtog rättsliga åtgärder mot bolaget och förbjöd det att flyga eftersom planet var oförsäkrat.

## Destinationer
Bolaget flög från Libreville till Bitam, Franceville, Gamba, Oyem och Port-Gentil.